# 페치구 (헝가리)

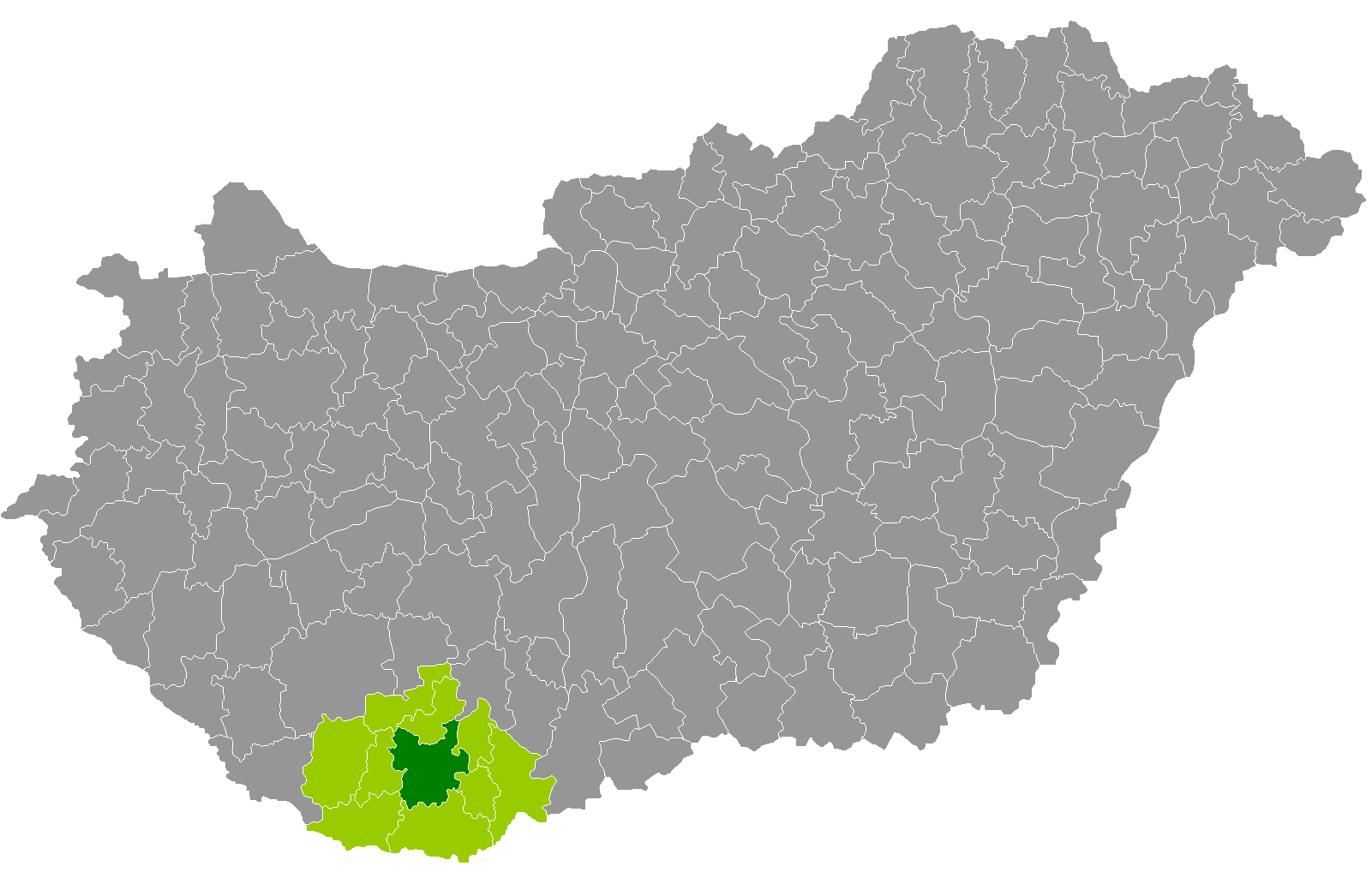
버러녀주 지도에 표시된 페치구의 위치

페치구(헝가리어: Pécsi járás)는 헝가리 버러녀주에 위치한 구로 구청 소재지는 페치이며 면적은 623.07km2, 인구는 189,036명(2011년 기준), 인구 밀도는 303명/km2이다.
북쪽으로는 톨너주 콤로구, 보니하드구, 동쪽으로는 페치바러드구, 보이구, 남쪽으로는 시클로시구, 서쪽으로는 셰예구, 센틀뢰린츠구, 헤지하트구와 접한다. 40개 지방 자치체(1개 도시주, 1개 시, 38개 마을)를 관할한다.

구기
구 문장